# 토머스 S. 몬슨

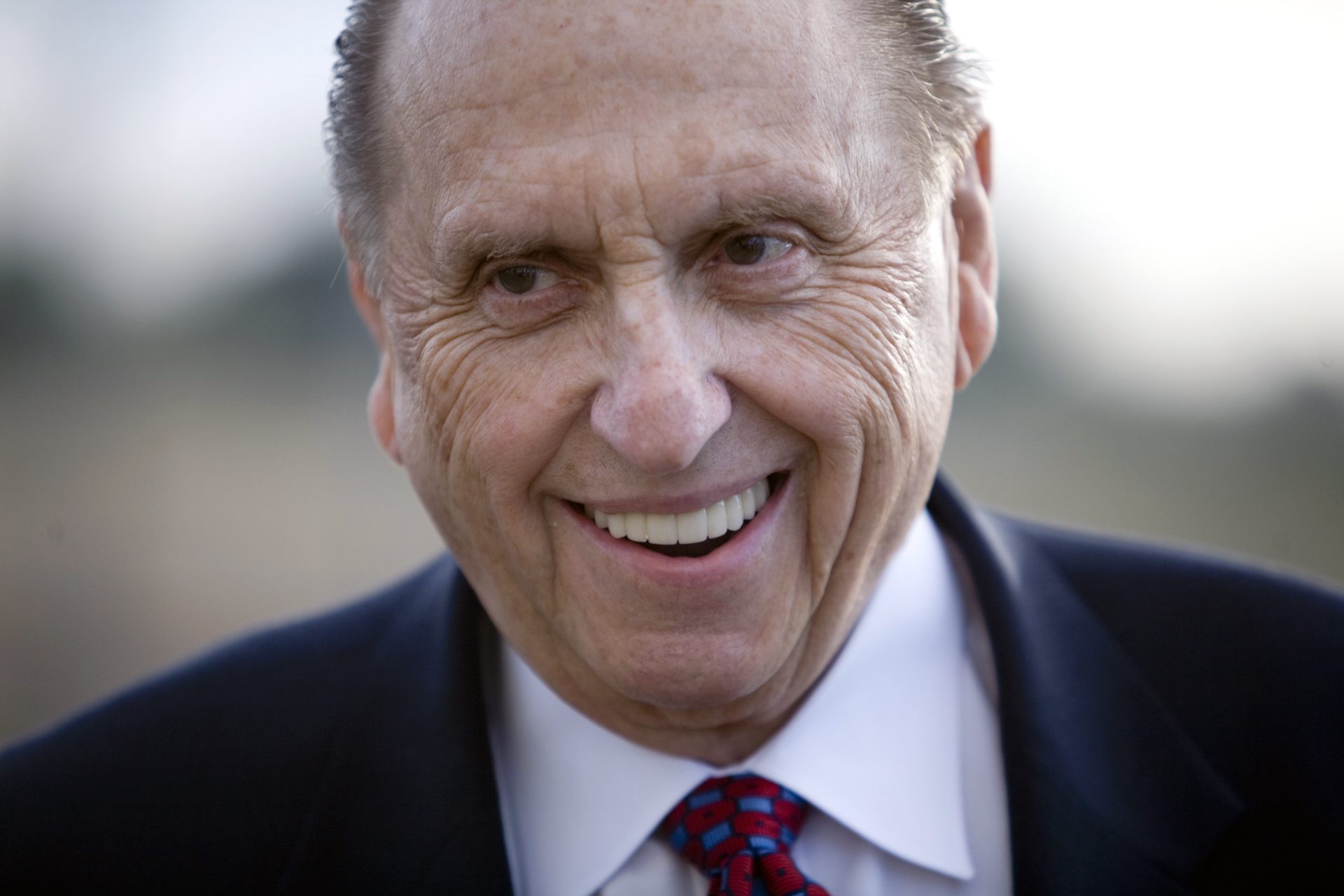
토마스 S 몬슨(2008년)

토머스 스펜서 몬슨(영어: Thomas Spencer Monson, 1927년 8월 21일 ~ 2018년 1월 2일)은 미국의 종교 지도자로 몰몬경으로 또는 몰몬경에서 따온 이름인 몰몬교로 더 많이 알려진 예수 그리스도 후기성도 교회의 제16대 회장이다. 2차 세계 대전 때에는 해군에 복무하였으며, 이 교회의 사도로 부름받기 전에 데저렛 신문사 사장을 역임하였다. 20대에 감독직에 봉사하면서 회원들 중에 포함된 84명의 과부의 복지를 보살폈으며, 30대에 스테이크 회장으로 부름받았다. 이 교회의 회장은 선지자로 지지 받으며, 땅과 하늘의 열쇠를 지닌 권능을 인정받고, 회원들로부터 존경과 경의의 대상이기도 하다. 교회 회장은 그 직책을 구해서 되는 것이 아니며, 투표나 선거에 의하지 아니하고, 연령순 등으로도 아니한다. 다만, 사도로 봉사한 지 가장 오래된 선임 사도가 이 직책에 부름받는다. 교회에서 두 번째로 오래 봉사한 사도가 12사도정원회의 회장으로 봉사한다. 교회 회장이나 사도는 종신직으로 봉사한다.
2018년 1월 2일 향년 92세로 타계했다.

## 학력
- 1940년~1944년: 웨스트하이 고등학교(졸업)
- 1944년~1948년: 유타 대학교(학사)
- 브리검영 대학교(석사)
- 브리검영 대학교(명예박사)